# Igor Antón
Igor Antón Hernández (Galdakao, 2 maart 1983) is een voormalig Spaans-Baskisch wielrenner. Na tien jaar bij de Baskische Euskaltel-Euskadi-formatie te hebben gereden vertrok hij in 2014 naar Movistar Team, waarna hij in 2016 overstapte naar Team Dimension Data, waar hij zijn carrière afsloot. Hij staat bekend als een goed klimmer.

## Carrière
In zijn eerste Ronde van Spanje behaalde hij gelijk een ritwinst en hij eindigde als vijftiende in het eindklassement. Antón bleek een groot talent. De Baskische wielerformatie hoopte met Antón hoge ogen te gaan gooien in de Ronde van Frankrijk 2007. Dit viel echter tegen: hij moest opgeven na tegenvallende prestaties in met name de windetappes. In 2007 werd hij wel weer achtste in het eindklassement van de Ronde van Spanje. In 2008 ging het opnieuw goed in deze ronde en Antón stond opnieuw in de top tien van het klassement. Hij kwam in de laatste week echter hard ten val en moest opgeven. Mede hierdoor viel het seizoen 2009 enigszins in het water en de ploeg besloot om zich volledig te richten op de Ronde van Spanje 2010. Deze ronde was Antón helemaal terug. Hij won twee ritten en reed in de leiderstrui. De overwinning was binnen handbereik totdat hij opnieuw ten val kwam en noodgedwongen moest opgeven met een sleutelbeenbreuk. Een nieuwe herstelperiode volgde en het seizoen 2011 zou voor Antón in teken staan van de Ronde van Italië (waar Euskaltel voor het eerst in jaren weer aan deel zou nemen) en de Ronde van Spanje. De Giro verliep goed met een overwinning in de veertiende etappe en een goede klassering totdat hij in de negentiende etappe achter een valpartij zat, waardoor hij meer dan een kwartier verloor. Hij zakte uiteindelijk van plaats drie naar plaats achttien in het algemeen klassement. Aan het einde van het seizoen stond de Ronde van Spanje op het programma. Antón werd bestempeld als een van de favorieten voor de eindoverwinning. Helaas werd deze droom snel verstoord, doordat Antón al in een van de eerste bergetappes een aantal minuten aan de broek kreeg. Intern was allang duidelijk dat hij niet goed zou presteren in de Vuelta, doordat hij eind juli een buikgriep opliep en daardoor een week niet kon trainen. Wel behaalde hij de overwinning in de negentiende etappe van de Vuelta met de finish in Bilbao, de plaats waar hij geboren is. Hij reed weg op de klim waar hij als kind al op trainde, aangezien hij aan de voet van de klim woonde.

## Belangrijkste overwinningen
2004
5e etappe deel A Ronde van Lleida
2006
16e etappe Ronde van Spanje
Escalada a Montjuïc
2007
4e etappe Ronde van Romandië
2008
2e etappe Ronde van Zwitserland
2009
Subida a Urkiola
2010
3e etappe Ronde van Castilië en León
5e etappe Ronde van Romandië
4e en 11e etappe Ronde van Spanje
2011
14e etappe Ronde van Italië
19e etappe Ronde van Spanje
Bergklassement  Ronde van Peking
2015
1e etappe Ronde van Asturië
Eindklassement Ronde van Asturië

## Resultaten in voornaamste wedstrijden
| Jaar | Ronde van Italië | Ronde van Frankrijk | Ronde van Spanje |
| ---- | ---------------- | ------------------- | ---------------- |
| 2005 | 83e              |                     |                  |
| 2006 |                  |                     | 15e (1)          |
| 2007 |                  | opgave              | 8e               |
| 2008 |                  |                     | opgave           |
| 2009 |                  | 66e                 | 33e              |
| 2010 |                  |                     | opgave (2)       |
| 2011 | 17e (1)          |                     | 33e (1)          |
| 2012 |                  |                     | 9e               |
| 2013 |                  | 23e                 | 20e              |
| 2014 | 37e              |                     |                  |
| 2015 | 38e              |                     |                  |
| 2016 | 28e              |                     | opgave           |
| 2017 | 62e              |                     | 35e              |
| 2018 | opgave           |                     | 44e              |

| Jaar | Amstel Gold Race | Luik-Bast.‑Luik | Ronde van Lombardije | Waalse Pijl | Clásica San Sebastián |  | Wereldranglijsten |
| ---- | ---------------- | --------------- | -------------------- | ----------- | --------------------- |  | ----------------- |
| 2005 |                  |                 |                      |             |                       |  |                   |
| 2006 |                  |                 | 20e                  |             |                       |  | 110e (UPT)        |
| 2007 |                  |                 | 12e                  |             |                       |  | 47e (UPT)         |
| 2008 |                  |                 |                      |             |                       |  | 32e (UPT)         |
| 2009 |                  |                 |                      |             | 37e                   |  | 250e (UWK)        |
| 2010 |                  | 7e              |                      | 4e          |                       |  | 36e (UWK)         |
| 2011 |                  | 14e             | 15e                  | 5e          |                       |  | 70e (UWT)         |
| 2012 |                  | opgave          | 36e                  | 17e         | 11e                   |  | 88e (UWT)         |
| 2013 | 31e              | 12e             |                      | 8e          | 32e                   |  | 142e (UWT)        |
| 2014 |                  |                 |                      |             | 48e                   |  |                   |
| 2015 |                  |                 |                      |             |                       |  |                   |
| 2016 |                  | 42e             | 27e                  | 60e         | 63e                   |  |                   |
| 2017 |                  | 43e             |                      | 28e         | 37e                   |  | 250e (UWT)        |
| 2018 |                  |                 |                      |             | 14e                   |  | 223e (UWT)        |

## Ploegen
- 2004 –  Euskaltel-Euskadi (stagiair vanaf 1-9)
- 2005 –  Euskaltel-Euskadi
- 2006 –  Euskaltel-Euskadi
- 2007 –  Euskaltel-Euskadi
- 2008 –  Euskaltel-Euskadi
- 2009 –  Euskaltel-Euskadi
- 2010 –  Euskaltel-Euskadi
- 2011 –  Euskaltel-Euskadi
- 2012 –  Euskaltel-Euskadi
- 2013 –  Euskaltel Euskadi
- 2014 –  Movistar Team
- 2015 –  Movistar Team
- 2016 –  Team Dimension Data
- 2017 –  Team Dimension Data
- 2018 –  Team Dimension Data